# Philippe Verdelot
Philippe Verdelot, de son vrai nom Philippe Deslouges et parfois appelé Verdelotto en Italie, est un compositeur français de la Renaissance, né entre 1480 et 1485 au hameau des Loges à Verdelot (Seine-et-Marne), près de Rebais, et mort entre 1530 et 1552.

## Biographie
Né au hameau des Loges à Verdelot (Seine-et-Marne), il passe une partie de son adolescence dans le Comtat Venaissin et, très jeune, se rend en Italie, où il passe l'essentiel de sa vie, notamment à Florence, à Rome et à Venise. D'après certaines sources, sa présence est attestée à Rome dans les dernières années du pontificat de Léon X (1513-1531). Sa biographe Anne-Marie Bragard estime cependant que son séjour à Rome est postérieur aux années qu'il passe à Florence ; dans cette ville, il exerce la fonction de maître de chapelle, au baptistère Saint-Jean (1523-1525) et à la cathédrale Santa Maria del Fiore (1523-1527). Il semble avoir collaboré avec Nicolas Machiavel à la pièce La Mandragore, écrite en 1518, mais qui n'est jouée pour la première fois qu'en 1526 ; la représentation est dédiée au pape Clément VII. Avec Machiavel, il se range aux côtés de la République florentine contre les Médicis, mais son rôle politique n'est pas connu avec précision.
Il a pu être tué pendant le siège de Florence, en 1529 ou 1530, à moins qu'il n'ait été victime de la peste qui ravage la ville à la même époque. Sa présence au cours du siège est attestée par les paroles d'un des motets qu'il compose à l'époque, Congregati sunt inimici nostri (« Nos ennemis sont rassemblés ») ; il y mêle des extraits du livre de l'Ecclésiastique et les paroles de l'antienne Da pacem Domine. Il n'est néanmoins pas impossible qu'il ait survécu au siège et à l'épidémie de peste, et se soit installé par la suite à Venise, où de nombreux madrigaux dont il est l'auteur sont publiés à la fin des années 1530. Dans un texte de 1552, l'écrivain Ortenzo Landi fait référence à la mort de Verdelot.
Dans le Guide de la musique de la Renaissance, paru en 2011 sous la direction de Françoise Ferrand, Philippe Canguilhem indique qu'il est mort à Rome, sans donner plus de détails.

## Œuvre et influence

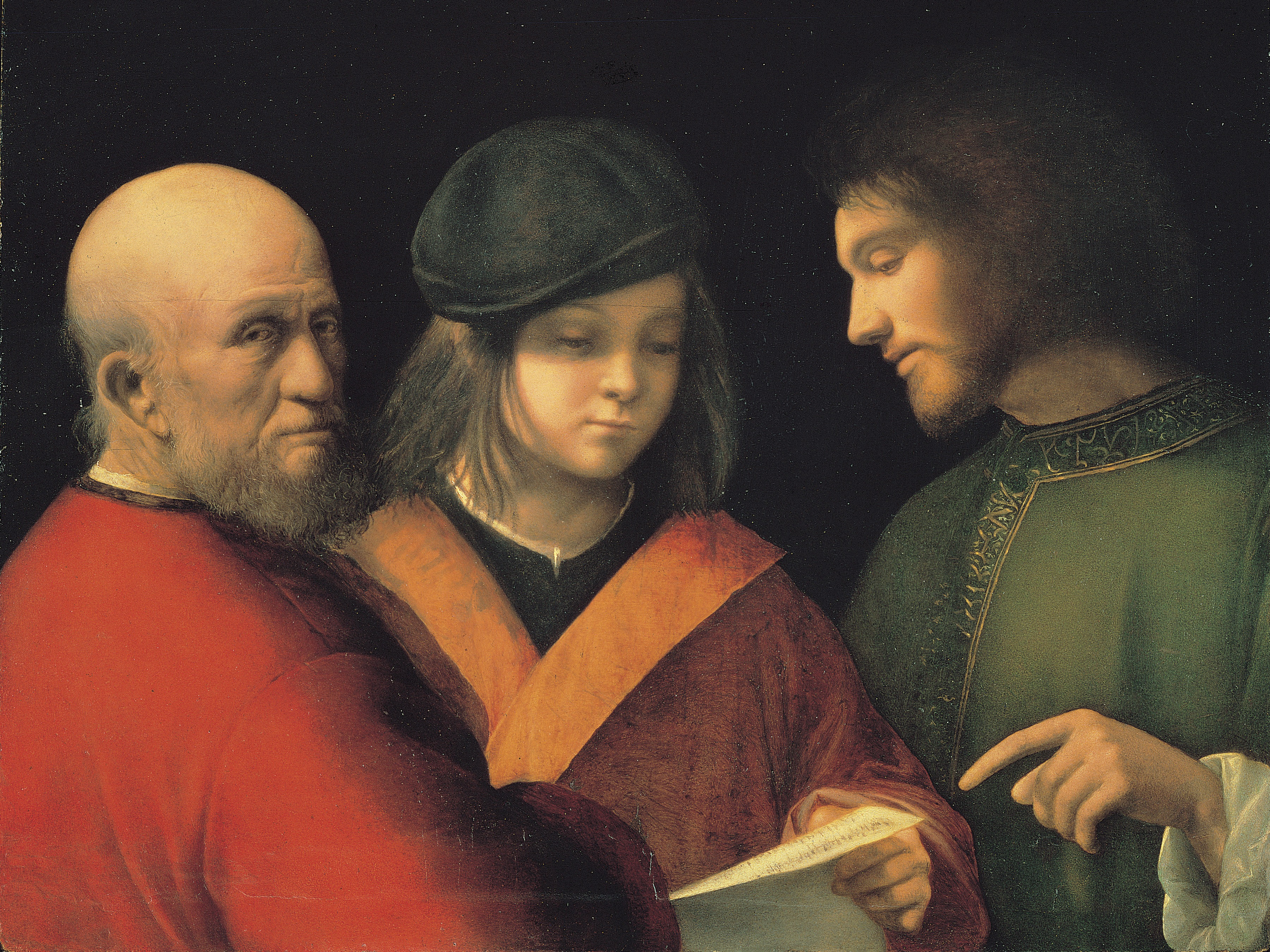
Giorgione, Les Trois Âges de la vie. Le personnage de droite est probablement Philippe Verdelot.

Philippe Verdelot est considéré avec Costanzo Festa comme le père du madrigal italien, forme de musique vocale émergeant vers 1520. Les canzone composées pour La Mandragore, malgré leur nom, sont généralement considérées comme les premiers madrigaux. Verdelot a écrit par la suite de nombreux madrigaux, principalement à quatre, mais aussi à cinq et six voix ; ils sont très populaires, comme le prouvent les fréquentes rééditions au XVIe siècle et leur diffusion dans toute l'Europe. Verdelot est notamment publié par l'éditeur parisien Pierre Attaingnant. 
Dans ses madrigaux, Verdelot utilise quelques textes de Pétrarque, mais le plus souvent, il a recours à ceux d'auteurs contemporains comme Ludovico Martelli et Nicolas Machiavel. Il est également l'auteur de messes, de motets, d'hymnes et de magnificats.
Ses œuvres sacrées complètes ont été publiées en trois volumes par The American Institute of Musicology dans le Corpus mensurabilis musicae (Anne-Marie Bragard, éd.). Le premier volume (1966) comprend les messes, hymnes et magnificats, et les deux volumes suivants (1973 et 1979), les motets.

### Madrigaux
- Benché ’l misero cor
- Con lagrime e sospir
- Divini occhi sereni
- Donna leggiadra et bella
- I vostr'acuti dardi
- Italia mia bench'il parlar
- Madonna il tuo bel viso
- Madonna per voi ardo
- Per altri monti
- Perche piu acerba
- Seule demeure et despourveue

### Motets
- Beata es Virgo Maria
- Congregati sunt inimici nostri
- Si bona suscepimus

### Messes
- Missa Philomna
- Missa La Gloria del Dixit Dominus

### Hymnes
- Hymno della Natività di Christo
- Hymno della Resurrectione di Christo
- Hymno dell'archangelo Rafaelo
- Hymno dei confessori
- Hymno del corpo di Christo
- Hymno di San Niccolo
- Hymno della Epiphania
- Hymno della Ascensione
- Hymno della Virgine

### Magnificat
- Magnificat sexti toni

## Discographie
- Alamire, David Skinner, Lynda Sayce, Philippe Verdelot: Madrigals for a Tudor King, CD, Obsidian (2007)
- Philippe Verdelot, Sylvestro Ganassi, Madrigali Diminuiti, Doulce Mémoire, dir. Denis Raisin Dadre, CD, Ricercar (2016)
- Madrigaux à quatre voix, Profeti della Quinta, CD Pan Classics 2020. Diapason d’or